# Кривда, Виктор Георгиевич
Виктор Георгиевич Кривда (род. 1929) — советский партийный деятель и дипломат. Чрезвычайный и полномочный посол.

## Биография
Член КПСС с 1956 года. На дипломатической работе с 1972 года.
- В 1966—1969 годах — второй секретарь Ровенского обкома Компартии Украины.
- В 1972—1975 годах — советник Посольства СССР в Индии.
- В 1975—1979 годах — советник Посольства СССР в Чехословакии.
- В 1979—1984 годах — генеральный консул СССР в Бейре (Мозамбик).
- В 1985 году — на ответственной работе в центральном аппарате МИД СССР.
- С 5 апреля 1985 по 10 августа 1990 года — чрезвычайный и полномочный посол СССР в Ботсване[1][2].

С 1991 года — на пенсии.